# Федеріко Варела
Федеріко Варела (ісп. Federico Varela, нар. 18 квітня 1997, Буенос-Айрес) — аргентинський футболіст, півзахисник турецького «Денізліспора».

## Ігрова кар'єра
Народився 18 квітня 1997 року в місті Буенос-Айрес. Вихованець кантери іспанського клубу «Сельта Віго».
У дорослому футболі дебютував 2014 року виступами за команду швейцарського «Стад Ньйоне», в якій провів один сезон.
Згодом протягом 2015—2018 року грав у Португалії за «Порту Б», з якого згодом віддавався в оренду до «Портімоненсі» і «Райо Махадаонда».
2019 року уклав контракт з «Леганесом», на умовах оренди з якого частину 2020 року відіграв за «Лас-Пальмас».
Того ж 2020 року приєднався до турецького «Денізліспора».

## Титули і досягнення
- Володар Кубка Болгарії (1):

ЦСКА (Софія): 2020-21
- Чемпіон Люксембургу (1):

Дифферданж 03: 2024-25
- Володар Кубка Люксембургу (1):

Дифферданж 03: 2024-25